# Johannes Helms (forstmand)
 Der er flere personer med dette navn, se Johannes Helms.
Johannes Helms (29. januar 1865 i Horsens – 1. marts 1934 i Lyngby) var en dansk forstmand, bror til Otto Helms.
Helms blev forstkandidat 1887, assistent i statsskovene 1890, skovrider på Feldborg distrikt 1904, på Silkeborg distrikt 1909 og professor ved Landbohøjskolen 1917.
Helms var medlem af Dansk Skovforenings bestyrelse, kommissionen for det forstlige forsøgsvæsen, Overskyldrådet og Naturfredningsrådet. Han gav stødet til oprettelsen af Forstlig Diskussionsforening.
Af Helms’ litterære arbejder er Birken paa Tisvilde-Frederiksværk Distrikter og Skovfyrren paa Tisvilde—Frederiksværk Distrikt (begge i Tidsskrift for Skovvæsen, bind IX og XIV) mest kendte.
Han blev Ridder af Dannebrog 1917 og Dannebrogsmand 1930.
Han er begravet på Vinderød Kirkegård.